# Alpiner Skieuropacup 2020/21
Die Saison 2020/2021 des Alpinen Skieuropacups begann für die Damen am 12. Dezember 2020 im Ahrntal und für die Herren am 2. Dezember in Hochgurgl. Sie wurde am 21. März 2021 auf der Reiteralm abgeschlossen.

## Europacupwertungen

### Gesamtwertung
| Rang | Athlet                 | Punkte |
| ---- | ---------------------- | ------ |
| 1    | Maximilian Lahnsteiner | 692    |
| 2    | Raphael Haaser         | 668    |
| 3    | Dominik Raschner       | 570    |
| 4    | Ralph Weber            | 494    |
| 5    | Stefan Rogentin        | 429    |
| 6    | Victor Schuller        | 415    |
| 7    | Julian Rauchfuss       | 398    |
| 8    | Alexander Steen Olsen  | 367    |
| 9    | Lars Rösti             | 360    |
| 10   | Giovanni Franzoni      | 353    |

| Rang | Athletin              | Punkte |
| ---- | --------------------- | ------ |
| 1    | Marte Monsen          | 591    |
| 2    | Andreja Slokar        | 553    |
| 3    | Jessica Hilzinger     | 502    |
| 4    | Lisa Grill            | 489    |
| 5    | Zrinka Ljutić         | 474    |
| 6    | Sara Rask             | 457    |
| 7    | Hanna Aronsson Elfman | 441    |
| 8    | Roberta Midali        | 427    |
| 9    | Simone Wild           | 382    |
| 10   | Karoline Pichler      | 369    |

### Abfahrt
| Rang | Athlet                 | Punkte |
| ---- | ---------------------- | ------ |
| 1    | Victor Schuller        | 334    |
| 2    | Maximilian Lahnsteiner | 319    |
| 3    | Erik Arvidsson         | 285    |
| 4    | Olle Sundin            | 231    |
| 5    | Sam Alphand            | 201    |

| Rang | Athletin           | Punkte |
| ---- | ------------------ | ------ |
| 1    | Lisa Grill         | 280    |
| 2    | Nadine Fest        | 160    |
| 3    | Vanessa Nussbaumer | 114    |
| 4    | Christina Ager     | 105    |
| 5    | Jasmine Flury      | 100    |

### Super-G
| Rang | Athlet                 | Punkte |
| ---- | ---------------------- | ------ |
| 1    | Stefan Rogentin        | 328    |
| 2    | Ralph Weber            | 325    |
| 3    | Roy Piccard            | 305    |
| 4    | Maximilian Lahnsteiner | 297    |
| 5    | Raphael Haaser         | 253    |

| Rang | Athletin          | Punkte |
| ---- | ----------------- | ------ |
| 1    | Jasmina Suter     | 252    |
| 2    | Stephanie Jenal   | 250    |
| 3    | Julija Pleschkowa | 180    |
| 4    | Lisa Grill        | 160    |
| 5    | Rahel Kopp        | 149    |

### Riesenslalom
| Rang | Athlet           | Punkte |
| ---- | ---------------- | ------ |
| 1    | Dominik Raschner | 353    |
| 2    | Semyel Bissig    | 301    |
| 3    | Timon Haugan     | 300    |
| 4    | Julian Rauchfuss | 298    |
| 5    | Hannes Zingerle  | 262    |

| Rang | Athletin              | Punkte |
| ---- | --------------------- | ------ |
| 1    | Marte Monsen          | 553    |
| 2    | Simone Wild           | 382    |
| 3    | Hilma Lövblom         | 350    |
| 4    | Jessica Hilzinger     | 338    |
| 5    | Hanna Aronsson Elfman | 315    |

### Slalom
| Rang | Athlet                | Punkte |
| ---- | --------------------- | ------ |
| 1    | Billy Major           | 258    |
| 2    | Anton Tremmel         | 248    |
| 3    | Marc Rochat           | 237    |
| 4    | Alexander Steen Olsen | 225    |
| 5    | Jett Seymour          | 220    |

| Rang | Athletin             | Punkte |
| ---- | -------------------- | ------ |
| 1    | Andreja Slokar       | 465    |
| 2    | Lara Della Mea       | 341    |
| 3    | Sara Rask            | 297    |
| 4    | Zrinka Ljutić        | 273    |
| 5    | Marie-Therese Sporer | 272    |

### Kombination
| \| Rang \| Athlet \| Punkte \| \| ---- \| ------------------ \| ------ \| \| 1 \| Joel Lütolf \| 100 \| \| 2 \| Florian Loriot \| 80 \| \| 3 \| Luca Aerni \| 60 \| \| 4 \| Christian Borgnaes \| 50 \| \| 5 \| Justin Murisier \| 45 \| |                    |        |
| Rang | Athlet             | Punkte |
| 1 | Joel Lütolf        | 100    |
| 2 | Florian Loriot     | 80     |
| 3 | Luca Aerni         | 60     |
| 4 | Christian Borgnaes | 50     |
| 5 | Justin Murisier    | 45     |

## Podestplatzierungen Herren

### Abfahrt
| Datum      | Ort                  | 1. Platz                           | 2. Platz                           | 3. Platz                           |
| ---------- | -------------------- | ---------------------------------- | ---------------------------------- | ---------------------------------- |
| 14.12.2020 | Santa Caterina (ITA) | Maximilian Lahnsteiner             | Lars Rösti                         | Yannick Chabloz                    |
| 15.12.2020 | Santa Caterina (ITA) | Clemens Nocker                     | Maximilian Lahnsteiner             | Olle Sundin                        |
| 26.01.2021 | Orcières (FRA)       | Erik Arvidsson                     | Gilles Roulin                      | Sam Morse                          |
| 27.01.2021 | Orcières (FRA)       | Rennen auf den 26. Januar verlegt. | Rennen auf den 26. Januar verlegt. | Rennen auf den 26. Januar verlegt. |
| 27.01.2021 | Orcières (FRA)       | Victor Schuller                    | Raphael Haaser                     | Sam Alphand                        |
| 28.01.2021 | Orcières (FRA)       | Rennen auf den 27. Januar verlegt. | Rennen auf den 27. Januar verlegt. | Rennen auf den 27. Januar verlegt. |
| 24.02.2021 | Sella Nevea (ITA)    | Victor Schuller                    | Ralph Weber                        | Olle Sundin                        |
| 25.02.2021 | Sella Nevea (ITA)    | Erik Arvidsson                     | Ralph Weber                        | Victor Schuller                    |
| 12.03.2021 | Saalbach (AUT)       | Rennen abgesagt.                   | Rennen abgesagt.                   | Rennen abgesagt.                   |

### Super-G
| Datum      | Ort                         | 1. Platz                                                   | 2. Platz                                                   | 3. Platz                                                   |
| ---------- | --------------------------- | ---------------------------------------------------------- | ---------------------------------------------------------- | ---------------------------------------------------------- |
| 07.12.2020 | Zinal (SUI)                 | Ralph Weber                                                | Guglielmo Bosca                                            | Urs Kryenbühl Nils Mani                                    |
| 21.12.2020 | Altenmarkt-Zauchensee (AUT) | Raphael Haaser                                             | Daniel Hemetsberger                                        | Roy Piccard                                                |
| 22.12.2020 | Altenmarkt-Zauchensee (AUT) | Roy Piccard                                                | Mathieu Faivre                                             | Giovanni Franzoni                                          |
| 19.01.2021 | Wengen (SUI)                | Rennen abgesagt. Ersatztermin am 18. Januar 2021 in Zinal. | Rennen abgesagt. Ersatztermin am 18. Januar 2021 in Zinal. | Rennen abgesagt. Ersatztermin am 18. Januar 2021 in Zinal. |
| 20.01.2021 | Wengen (SUI)                | Rennen abgesagt. Ersatztermin am 19. Januar 2021 in Zinal. | Rennen abgesagt. Ersatztermin am 19. Januar 2021 in Zinal. | Rennen abgesagt. Ersatztermin am 19. Januar 2021 in Zinal. |
| 18.01.2021 | Zinal (SUI)                 | Lars Rösti                                                 | Arnaud Boisset                                             | Stefan Rieser                                              |
| 19.01.2021 | Zinal (SUI)                 | Josua Mettler                                              | Maximilian Lahnsteiner                                     | Ralph Weber                                                |
| 28.01.2021 | Orcières (FRA)              | Maximilian Lahnsteiner                                     | Stefan Rogentin                                            | Raphael Haaser                                             |
| 30.01.2021 | Orcières (FRA)              | Rennen auf den 28. Januar verlegt.                         | Rennen auf den 28. Januar verlegt.                         | Rennen auf den 28. Januar verlegt.                         |
| 13.03.2021 | Saalbach (AUT)              | Stefan Rogentin                                            | Daniel Hemetsberger                                        | Roy Piccard                                                |
| 18.03.2021 | Saalbach (AUT)              | Rennen auf den 13. März verlegt.                           | Rennen auf den 13. März verlegt.                           | Rennen auf den 13. März verlegt.                           |

### Riesenslalom
| Datum      | Ort                 | 1. Platz                           | 2. Platz                           | 3. Platz                           |
| ---------- | ------------------- | ---------------------------------- | ---------------------------------- | ---------------------------------- |
| 02.12.2020 | Hochgurgl (AUT)     | Raphael Haaser                     | Stefan Luitz                       | Alex Hofer                         |
| 03.12.2020 | Hochgurgl (AUT)     | Julian Rauchfuss                   | Raphael Haaser                     | Magnus Walch                       |
| 09.12.2020 | Zinal (SUI)         | Cyprien Sarrazin                   | Alex Hofer                         | Fabian Gratz                       |
| 22.01.2021 | Folgaria (ITA)      | Rennen auf den 2. Februar verlegt. | Rennen auf den 2. Februar verlegt. | Rennen auf den 2. Februar verlegt. |
| 23.01.2021 | Folgaria (ITA)      | Rennen auf den 3. Februar verlegt. | Rennen auf den 3. Februar verlegt. | Rennen auf den 3. Februar verlegt. |
| 02.02.2021 | Folgaria (ITA)      | Semyel Bissig                      | Timon Haugan                       | Cyprien Sarrazin                   |
| 03.02.2021 | Folgaria (ITA)      | Timon Haugan                       | River Radamus Dominik Raschner     |                                    |
| 06.02.2021 | Berchtesgaden (GER) | Dominik Raschner                   | Stefan Brennsteiner                | Fabian Gratz                       |
| 07.02.2021 | Berchtesgaden (GER) | Stefan Brennsteiner                | Dominik Raschner                   | Bastian Meisen                     |
| 18.03.2021 | Reiteralm (AUT)     | Hannes Zingerle                    | Julian Rauchfuss                   | Daniel Meier                       |
| 19.03.2021 | Reiteralm (AUT)     | Rennen auf den 18. März verlegt.   | Rennen auf den 18. März verlegt.   | Rennen auf den 18. März verlegt.   |

### Slalom
| Datum      | Ort                       | 1. Platz                                                 | 2. Platz                                                 | 3. Platz                                                 |
| ---------- | ------------------------- | -------------------------------------------------------- | -------------------------------------------------------- | -------------------------------------------------------- |
| 17.12.2020 | Obereggen (ITA)           | Rennen abgesagt und stattdessen im Fassatal ausgetragen. | Rennen abgesagt und stattdessen im Fassatal ausgetragen. | Rennen abgesagt und stattdessen im Fassatal ausgetragen. |
| 18.12.2020 | Obereggen (ITA)           | Rennen abgesagt und stattdessen im Fassatal ausgetragen. | Rennen abgesagt und stattdessen im Fassatal ausgetragen. | Rennen abgesagt und stattdessen im Fassatal ausgetragen. |
| 17.12.2020 | Fassatal (ITA)            | Clément Noël                                             | Stefano Gross                                            | Luca Aerni                                               |
| 18.12.2020 | Fassatal (ITA)            | Théo Letitre                                             | Manfred Mölgg                                            | Sebastian Holzmann                                       |
| 06.01.2021 | Val-Cenis (FRA)           | Laurie Taylor                                            | Dionys Kippel                                            | Fabian Himmelsbach                                       |
| 07.01.2021 | Val-Cenis (FRA)           | Billy Major                                              | Laurie Taylor                                            | Dominik Raschner                                         |
| 18.02.2021 | Meiringen-Hasliberg (SUI) | Billy Major                                              | Anton Tremmel                                            | Tommaso Sala                                             |
| 19.02.2021 | Meiringen-Hasliberg (SUI) | Benjamin Ritchie                                         | Alexander Steen Olsen                                    | Jett Seymour                                             |
| 27.02.2021 | Oberjoch (GER)            | Rennen auf den 28. Februar verschoben                    | Rennen auf den 28. Februar verschoben                    | Rennen auf den 28. Februar verschoben                    |
| 28.02.2021 | Oberjoch (GER)            | Jonathan Nordbotten                                      | Jett Seymour                                             | Marc Rochat                                              |
| 28.02.2021 | Oberjoch (GER)            | Rennen abgesagt                                          | Rennen abgesagt                                          | Rennen abgesagt                                          |
| 19.03.2021 | Reiteralm (AUT)           | Alexander Steen Olsen                                    | Sebastian Holzmann                                       | Dominik Raschner                                         |
| 21.03.2021 | Reiteralm (AUT)           | Rennen auf den 19. März verschoben                       | Rennen auf den 19. März verschoben                       | Rennen auf den 19. März verschoben                       |

### Kombination
| Datum      | Ort            | 1. Platz         | 2. Platz         | 3. Platz         |
| ---------- | -------------- | ---------------- | ---------------- | ---------------- |
| 08.12.2020 | Zinal (SUI)    | Joel Lütolf      | Florian Loriot   | Luca Aerni       |
| 28.01.2021 | Orcières (FRA) | Rennen abgesagt. | Rennen abgesagt. | Rennen abgesagt. |

### Parallelslalom
| Datum      | Ort           | 1. Platz        | 2. Platz        | 3. Platz        |
| ---------- | ------------- | --------------- | --------------- | --------------- |
| 11.12.2020 | Livigno (ITA) | Rennen abgesagt | Rennen abgesagt | Rennen abgesagt |
| 13.01.2021 | Gstaad (SUI)  | Rennen abgesagt | Rennen abgesagt | Rennen abgesagt |

## Podestplatzierungen Damen

### Abfahrt
| Datum      | Ort                  | 1. Platz                                                              | 2. Platz                                                              | 3. Platz                                                              |
| ---------- | -------------------- | --------------------------------------------------------------------- | --------------------------------------------------------------------- | --------------------------------------------------------------------- |
| 17.12.2020 | Fassatal (ITA)       | Rennen abgesagt                                                       | Rennen abgesagt                                                       | Rennen abgesagt                                                       |
| 18.12.2020 | Fassatal (ITA)       | Rennen abgesagt. Nachholtermin am 11. Februar 2021 in Santa Caterina. | Rennen abgesagt. Nachholtermin am 11. Februar 2021 in Santa Caterina. | Rennen abgesagt. Nachholtermin am 11. Februar 2021 in Santa Caterina. |
| 06.01.2021 | Tignes (FRA)         | Rennen abgesagt                                                       | Rennen abgesagt                                                       | Rennen abgesagt                                                       |
| 07.01.2021 | Tignes (FRA)         | Rennen abgesagt                                                       | Rennen abgesagt                                                       | Rennen abgesagt                                                       |
| 16.01.2021 | Crans-Montana (SUI)  | Jasmine Flury                                                         | Lisa Grill                                                            | Noémie Kolly                                                          |
| 17.01.2021 | Crans-Montana (SUI)  | Rennen abgesagt                                                       | Rennen abgesagt                                                       | Rennen abgesagt                                                       |
| 10.02.2021 | Santa Caterina (ITA) | Rennen auf den 11. Februar verlegt.                                   | Rennen auf den 11. Februar verlegt.                                   | Rennen auf den 11. Februar verlegt.                                   |
| 11.02.2021 | Santa Caterina (ITA) | Lisa Grill                                                            | Nadine Fest                                                           | Christina Ager                                                        |
| 11.02.2021 | Santa Caterina (ITA) | Lisa Grill                                                            | Nadine Fest                                                           | Sabrina Maier                                                         |
| 17.03.2021 | Saalbach (AUT)       | Rennen abgesagt                                                       | Rennen abgesagt                                                       | Rennen abgesagt                                                       |

### Super-G
| Datum      | Ort              | 1. Platz                                                   | 2. Platz                                                   | 3. Platz                                                   |
| ---------- | ---------------- | ---------------------------------------------------------- | ---------------------------------------------------------- | ---------------------------------------------------------- |
| 08.12.2020 | St. Moritz (SUI) | Rennen abgesagt. Nachholtermin am 4. Januar 2021 in Zinal. | Rennen abgesagt. Nachholtermin am 4. Januar 2021 in Zinal. | Rennen abgesagt. Nachholtermin am 4. Januar 2021 in Zinal. |
| 09.12.2020 | St. Moritz (SUI) | Rennen abgesagt. Nachholtermin am 5. Januar 2021 in Zinal. | Rennen abgesagt. Nachholtermin am 5. Januar 2021 in Zinal. | Rennen abgesagt. Nachholtermin am 5. Januar 2021 in Zinal. |
| 04.01.2021 | Zinal (SUI)      | Stephanie Jenal                                            | Jasmina Suter                                              | Lisa Grill                                                 |
| 05.01.2021 | Zinal (SUI)      | Lisa Grill                                                 | Christina Ager                                             | Rahel Kopp                                                 |
| 02.03.2021 | Fassatal (ITA)   | Jasmina Suter                                              | Julija Pleschkowa                                          | Stephanie Jenal                                            |
| 03.03.2021 | Fassatal (ITA)   | Julija Pleschkowa                                          | Karoline Pichler                                           | Sabrina Maier                                              |
| 18.03.2021 | Saalbach (AUT)   | Rennen abgesagt                                            | Rennen abgesagt                                            | Rennen abgesagt                                            |

### Riesenslalom
| Datum      | Ort                    | 1. Platz                                                            | 2. Platz                                                            | 3. Platz                                                            |
| ---------- | ---------------------- | ------------------------------------------------------------------- | ------------------------------------------------------------------- | ------------------------------------------------------------------- |
| 05.12.2020 | Hippach (AUT)          | Rennen abgesagt. Nachholtermin am 16. Dezember 2020.                | Rennen abgesagt. Nachholtermin am 16. Dezember 2020.                | Rennen abgesagt. Nachholtermin am 16. Dezember 2020.                |
| 06.12.2020 | Hippach (AUT)          | Rennen abgesagt. Nachholtermin am 17. Dezember 2020.                | Rennen abgesagt. Nachholtermin am 17. Dezember 2020.                | Rennen abgesagt. Nachholtermin am 17. Dezember 2020.                |
| 16.12.2020 | Hippach (AUT)          | Maryna Gąsienica-Daniel                                             | Elisa Mörzinger                                                     | Paula Moltzan                                                       |
| 17.12.2020 | Hippach (AUT)          | Maryna Gąsienica-Daniel                                             | Maria Therese Tviberg                                               | Hilma Lövblom                                                       |
| 20.12.2020 | Andalo–Paganella (ITA) | Mina Fürst Holtmann                                                 | Camille Rast                                                        | Coralie Frasse Sombet                                               |
| 21.12.2020 | Andalo–Paganella (ITA) | Rennen abgesagt                                                     | Rennen abgesagt                                                     | Rennen abgesagt                                                     |
| 02.02.2021 | Krvavec (SVN)          | Zrinka Ljutić                                                       | Marte Monsen                                                        | Kaja Norbye                                                         |
| 03.02.2021 | Krvavec (ITA)          | Rennen abgesagt. Ersatztermin am 15. Februar 2021 in Berchtesgaden. | Rennen abgesagt. Ersatztermin am 15. Februar 2021 in Berchtesgaden. | Rennen abgesagt. Ersatztermin am 15. Februar 2021 in Berchtesgaden. |
| 13.02.2021 | Berchtesgaden (DEU)    | Elisa Mörzinger                                                     | Simone Wild                                                         | Jessica Hilzinger                                                   |
| 14.02.2021 | Berchtesgaden (DEU)    | Hilma Lövblom                                                       | Jessica Hilzinger                                                   | Roberta Midali Magdalena Kappaurer                                  |
| 15.02.2021 | Berchtesgaden (DEU)    | Roberta Midali                                                      | Roberta Melesi                                                      | Marte Monsen                                                        |
| 23.02.2021 | Kopaonik (SRB)         | Rennen abgesagt.                                                    | Rennen abgesagt.                                                    | Rennen abgesagt.                                                    |
| 19.03.2021 | Reiteralm (AUT)        | Marte Monsen                                                        | Simone Wild                                                         | Roberta Melesi                                                      |

### Slalom
| Datum      | Ort                  | 1. Platz                                               | 2. Platz                                               | 3. Platz                                               |
| ---------- | -------------------- | ------------------------------------------------------ | ------------------------------------------------------ | ------------------------------------------------------ |
| 12.12.2020 | Ahrntal (ITA)        | Lara Della Mea                                         | Jessica Hilzinger                                      | Marta Rossetti                                         |
| 13.12.2020 | Ahrntal (ITA)        | Martina Dubovská                                       | Lara Della Mea                                         | Marie-Therese Sporer                                   |
| 09.01.2021 | Vaujany (FRA)        | Elsa Fermbäck                                          | Andreja Slokar                                         | Camille Rast                                           |
| 10.01.2021 | Vaujany (FRA)        | Andreja Slokar                                         | Martina Ostler                                         | Serena Viviani                                         |
| 21.01.2021 | Melchsee-Frutt (SUI) | Rennen abgesagt und stattdessen in Gstaad ausgetragen. | Rennen abgesagt und stattdessen in Gstaad ausgetragen. | Rennen abgesagt und stattdessen in Gstaad ausgetragen. |
| 22.01.2021 | Melchsee-Frutt (SUI) | Rennen abgesagt und stattdessen in Gstaad ausgetragen. | Rennen abgesagt und stattdessen in Gstaad ausgetragen. | Rennen abgesagt und stattdessen in Gstaad ausgetragen. |
| 21.01.2021 | Gstaad (SUI)         | Marie-Therese Sporer                                   | Emelie Wikström                                        | Sara Rask                                              |
| 22.01.2021 | Gstaad (SUI)         | Andreja Slokar                                         | Lara Della Mea                                         | Emelie Wikström                                        |
| 25.01.2021 | Zell am See (AUT)    | Lena Dürr                                              | Andreja Slokar                                         | Emma Aicher                                            |
| 26.01.2021 | Zell am See (AUT)    | Zrinka Ljutić                                          | Lena Dürr                                              | Liv Ceder                                              |
| 24.02.2021 | Kopaonik (SRB)       | Rennen abgesagt.                                       | Rennen abgesagt.                                       | Rennen abgesagt.                                       |
| 25.02.2021 | Kopaonik (SRB)       | Rennen abgesagt.                                       | Rennen abgesagt.                                       | Rennen abgesagt.                                       |
| 21.03.2021 | Reiteralm (AUT)      | Charlie Guest                                          | Elsa Fermbäck                                          | Marie-Therese Sporer                                   |

### Kombination
| Datum      | Ort           | 1. Platz        | 2. Platz        | 3. Platz        |
| ---------- | ------------- | --------------- | --------------- | --------------- |
| 11.02.2021 | Sarntal (ITA) | Rennen abgesagt | Rennen abgesagt | Rennen abgesagt |

### Parallelslalom
| Datum      | Ort           | 1. Platz        | 2. Platz        | 3. Platz        |
| ---------- | ------------- | --------------- | --------------- | --------------- |
| 12.12.2020 | Livigno (ITA) | Rennen abgesagt | Rennen abgesagt | Rennen abgesagt |
| 12.01.2021 | Gstaad (SUI)  | Rennen abgesagt | Rennen abgesagt | Rennen abgesagt |